# Pascal (cráter)

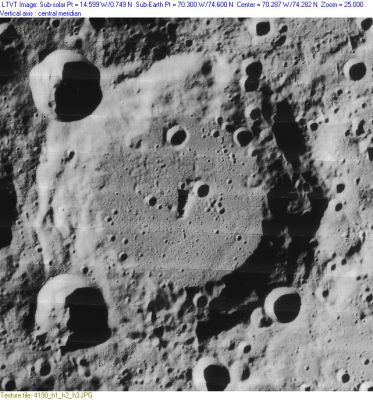
Fotografía de la misión Lunar Orbiter 4 (1967)

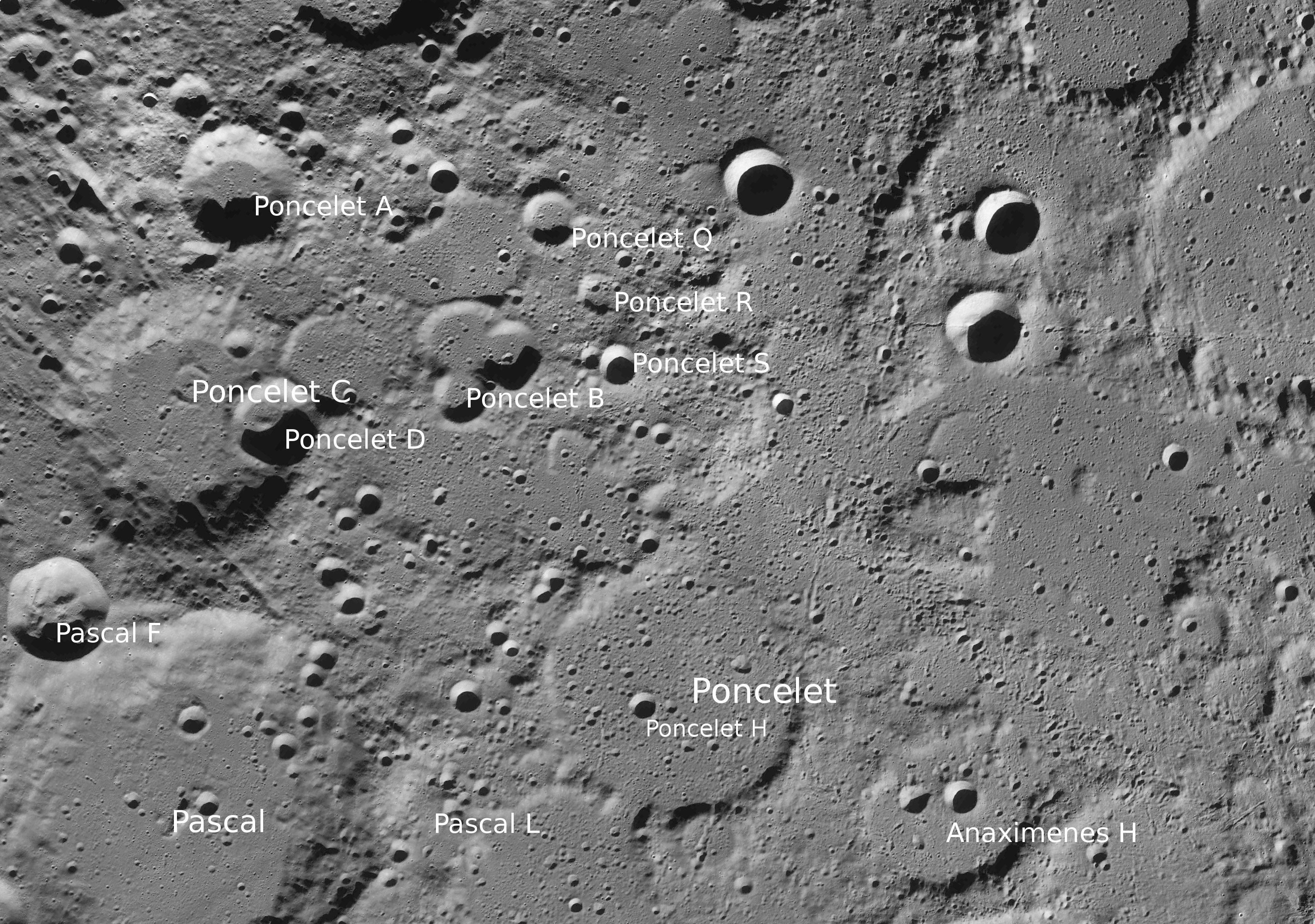
Entorno noreste de Pascal

Pascal es un cráter de impacto que se encuentra cerca del limbo norte de la Luna, en el lado occidental del polo. Se sitúa al norte del cráter erosionado Desargues, y justo al este de Brianchon. Pascal puede localizarse encontrando el cráter Carpenter y luego siguiendo la superficie hacia el noroeste siguiendo el limbo. Sin embargo, la visibilidad de esta formación puede verse afectada por la libración.
|  |

Este cráter ha sufrido un grado de erosión por otros impactos que ha dejado su perfil suavizado y redondeado. El borde, aunque con poca nitidez, todavía se puede seguir alrededor del perímetro. Su interior aterrazado ha sufrido un desgaste menor. Varios cráteres se encuentran atraviesan el exterior del borde, incluyendo el afilado Pascal F en el sector noroeste; Pascal A, más desgastado, penetrando en el suroeste; y el pequeño Pascal G con forma de cuenco en el borde suroriental.
Dentro de las amplias paredes internas se ubica un suelo interior casi nivelado tras ser regenerado por flujos de lava. En el punto medio posee una cresta baja, formando un pico central menor. Presenta diminutos cráteres en el extremo norte del suelo y en el extremo noreste de la cresta central. También se localiza una pequeña cadena de cráteres que atraviesa la pared interior noreste.
Justo al norte de Pascal aparece Poncelet C, un cráter satélite cráter inundado de lava Poncelet al este. El borde de este cráter está marcado por varias grietas de la superficie, una de las cuales cruza el borde suroriental y atraviesa tangencialmente al borde noreste de Pascal.

## Cráteres satélite
Por convención estos elementos son identificados en los mapas lunares poniendo la letra en el lado del punto medio del cráter que está más cercano a Pascal.
|        | \| Pascal \| Coordenadas \| Diámetro \| \| ------ \| ----------------------------- \| -------- \| \| A \| 72°54′N 74°36′O / 72.9, -74.6 \| 28 km \| \| F \| 75°36′N 75°36′O / 75.6, -75.6 \| 27 km \| \| G \| 73°00′N 65°42′O / 73.0, -65.7 \| 14 km \| \| J \| 72°12′N 69°00′O / 72.2, -69.0 \| 14 km \| \| L \| 73°48′N 63°00′O / 73.8, -63.0 \| 15 km \| |          |
| Pascal | Coordenadas | Diámetro |
| A      | 72°54′N 74°36′O / 72.9, -74.6 | 28 km    |
| F      | 75°36′N 75°36′O / 75.6, -75.6 | 27 km    |
| G      | 73°00′N 65°42′O / 73.0, -65.7 | 14 km    |
| J      | 72°12′N 69°00′O / 72.2, -69.0 | 14 km    |
| L      | 73°48′N 63°00′O / 73.8, -63.0 | 15 km    |